# Pepsi-Cola Masters 1971
Pepsi-Cola Masters 1971 — второй по счёту итоговый турнир сильнейших теннисистов, завершающий сезон мужского тура гран-при. В 1971 году прошло 2-е по счёту соревнование для одиночных игроков. Турнир вновь проводится в декабре — в этом году с 4 по 12 число на крытых кортах в Париже, Франция, временно заменив другой статусный парижский зальный турнир. С этого сезона организаторы на какое-то время отказались от проведения в рамках соревнования отдельного приза для парных комбинаций.
Прошлогодние победители:
- одиночный турнир —  Стэн Смит
- парный турнир —  Стэн Смит /  Артур Эш

## Ход турнира
|                   | Илие Настасе  | Клифф Ричи    | Пьер Бартез   | Ян Кодеш      | Стэн Смит     | Желько Франулович | Кларк Гребнер |
| ----------------- | ------------- | ------------- | ------------- | ------------- | ------------- | ----------------- | ------------- |
| Илие Настасе      |               | 5-7, 6-4, 8-6 | отказ         | 5-7, 6-2, 6-2 | 5-7, 7-6, 6-3 | 3-6, 6-1, 6-2     | 6-3, 6-2      |
| Клифф Ричи        | 7-5, 4-6, 6-8 |               | 6-3, 6-3      | 6-2, 3-6, 6-3 | 6-4, 2-6, 7-9 | 6-4, 6-3          | 7-6, 4-6, 3-6 |
| Пьер Бартез       | отказ         | 3-6, 3-6      |               | 6-3, 6-4      | 4-6, 7-6, 3-6 | 7-5, 4-6, 6-3     | 6-1, 7-6      |
| Ян Кодеш          | 7-5, 2-6, 2-6 | 2-6, 6-3, 3-6 | 3-6, 4-6      |               | 6-4, 3-6, 6-4 | 6-4, 2-6, 7-5     | 7-6, 6-4      |
| Стэн Смит         | 7-5, 6-7, 3-6 | 4-6, 6-2, 9-7 | 6-4, 6-7, 6-3 | 4-6, 6-3, 4-6 |               | 6-4, 6-4          | 3-6, 7-5, 6-3 |
| Желько Франулович | 6-3, 1-6, 2-6 | 4-6, 3-6      | 5-7, 6-4, 3-6 | 4-6, 6-2, 5-7 | 4-6, 4-6      |                   | 6-4, 7-6      |
| Кларк Гребнер     | 3-6, 2-6      | 6-7, 6-4, 6-3 | 1-6, 6-7      | 6-7, 4-6      | 6-3, 5-7, 3-6 | 4-6, 6-7          |               |

Жирным выделены победители матчей.

#### Итоговое положение
| Игрок             | Матчи | Сеты | Геймы | Место |
| ----------------- | ----- | ---- | ----- | ----- |
| Илие Настасе      | 6-0   | 10-4 | 81-58 | 1     |
| Стэн Смит         | 4-2   | 10-6 | 95-84 | 2     |
| Клифф Ричи        | 3-3   | 9-7  | 85-80 | 3     |
| Ян Кодеш          | 3-3   | 8-8  | 72-83 | 4     |
| Пьер Бартез       | 3-3   | 6-5  | 62-59 | 5     |
| Желько Франулович | 1-5   | 5-10 | 63-81 | 6     |
| Кларк Гребнер     | 1-5   | 3-11 | 65-81 | 7     |

Места распределяются по следующим показателям: 1. Победы в матчах. 2. Количество матчей. 3. При равенстве двух игроков — результат личной встречи. 4. При равенстве трёх игроков — процент побед в сетах, затем процент побед в геймах. 5. Решение организационного комитета.

### Факты
- Илие Настасе выиграл шестой турнир в одиночном разряде за сезон и девятый за профессиональную карьеру.